# Tornquist
Tornquist è una città dell'Argentina, capoluogo del partido omonimo.

## Geografia fisica

### Clima
Il clima di Tornquist si presenta come temperato con caratteristiche transitorie tipiche della montagna, con inverni freddi ed estati con calde giornate e notti fresche.
La temperatura media annuale si assesta intorno ai 14 °C: quella invernale è pari a 7 °C circa, mentre quella estiva è pari a 24 °C circa.
La media delle precipitazioni annuali oscilla tra i 600 ed i 700 millimetri.

## Storia
Nell'anno 1886 l'economista Ernesto Tornquist fondò una colonia per permettere lo sviluppo delle piantagioni di zucchero e dell'allevamento. Il primo insediamento venne costruito nei pressi del fiume Chico e della ferrovia. La colonia venne abitata da emigrati tedeschi e Tedeschi del Volga.
Il 4 novembre 1910 la città venne ufficialmente denominata come il suo fondatore.